# Índice acústico científico
El índice acústico científico o índice acústico internacional es un índice registral que asigna el número 0 a la octava que comienza en la nota más grave del órgano, el do0 (de 16,3516 Hz).
Se llama «índice acústico» y no «sistema de notación» porque podría confundirse con los sistemas de notación musical ―como el inglés (que nombra a las notas con letras de la A a la G) o el latino (que nombra a las notas con palabras do, re, mi, fa, sol, la y si)―.
En este índice acústico, el do central del piano se llama do4, y el la de esa misma octava (el la 440) es el la4.
El la más grave de un piano (27,5 Hz) se llama la0 en este sistema científico.
Fue propuesto por Robert Young en 1939. Mostró las ventajas de considerar el número de octavas (o tonos, o semitonos) que una determinada frecuencia tiene por encima de una frecuencia de referencia C0 = 16,3516 Hz, cercana al mínimo tono audible por el oído promedio. Por ejemplo, las ocho notas do de un piano tienen entonces por nombre C1 hasta C8. Y solo con ver el nombre C4, se sabe que hay cuatro octavas audibles por debajo de esa nota (aproximadamente).
Aunque el índice acústico ha sido diseñado para describir sonidos audibles, también permite especificar la frecuencia de fenómenos no audibles.
Por ejemplo, cuando el satélite Observatorio Chandra de Rayos X descubrió un agujero negro que propaga una onda de presión cada 10 millones de años, la NASA describió esa oscilación como un si♭–53 (si bemol menos cincuenta y tres), el si♭ que sonaría 57 octavas más grave que el do central del piano.

## Utilización geográfica
- Todos los países de América. En México el índice científico convive con la versión modificada del índice registral de Riemann (do central = do5), aunque está casi en desuso.
- Todos los países de Asia, excepto los que fueron en su día colonias francesas. Los países que fueron colonias españolas (como Filipinas) o portuguesas () utilizan el índice acústico internacional.
- Todos los países de Europa excepto Bélgica y Francia, donde se utiliza el índice francobelga (do central = do3).[3][4] En España, el índice científico internacional convive con el índice francobelga.[3]

## Tabla de frecuencias de las notas
La siguiente tabla brinda la notación para diferentes tonos basados en las frecuencias de las teclas de un piano, en otras palabras, una afinación estándar para concierto y doce tonos igualmente temperadas.
| OctavaNota | 0            | 1            | 2            | 3            | 4            | 5            | 6            | 7            | 8            | 9             | 10            |
| ---------- | ------------ | ------------ | ------------ | ------------ | ------------ | ------------ | ------------ | ------------ | ------------ | ------------- | ------------- |
| do         | 16.352 (−48) | 32.703 (−36) | 65.406 (−24) | 130.81 (−12) | 261.63 (0)   | 523.25 (+12) | 1046.5 (+24) | 2093.0 (+36) | 4186.0 (+48) | 8372.0 (+60)  | 16744.0 (+72) |
| do♯/re♭    | 17.324 (−47) | 34.648 (−35) | 69.296 (−23) | 138.59 (−11) | 277.18 (+1)  | 554.37 (+13) | 1108.7 (+25) | 2217.5 (+37) | 4434.9 (+49) | 8869.8 (+61)  | 17739.7 (+73) |
| re         | 18.354 (−46) | 36.708 (−34) | 73.416 (−22) | 146.83 (−10) | 293.66 (+2)  | 587.33 (+14) | 1174.7 (+26) | 2349.3 (+38) | 4698.6 (+50) | 9397.3 (+62)  | 18794.5 (+74) |
| mi♭/re♯    | 19.445 (−45) | 38.891 (−33) | 77.782 (−21) | 155.56 (−9)  | 311.13 (+3)  | 622.25 (+15) | 1244.5 (+27) | 2489.0 (+39) | 4978.0 (+51) | 9956.1 (+63)  | 19912.1 (+75) |
| mi         | 20.602 (−44) | 41.203 (−32) | 82.407 (−20) | 164.81 (−8)  | 329.63 (+4)  | 659.26 (+16) | 1318.5 (+28) | 2637.0 (+40) | 5274.0 (+52) | 10548.1 (+64) | 21096.2 (+76) |
| fa         | 21.827 (−43) | 43.654 (−31) | 87.307 (−19) | 174.61 (−7)  | 349.23 (+5)  | 698.46 (+17) | 1396.9 (+29) | 2793.8 (+41) | 5587.7 (+53) | 11175.3 (+65) | 22350.6 (+77) |
| fa♯/sol♭   | 23.125 (−42) | 46.249 (−30) | 92.499 (−18) | 185.00 (−6)  | 369.99 (+6)  | 739.99 (+18) | 1480.0 (+30) | 2960.0 (+42) | 5919.9 (+54) | 11839.8 (+66) | 23679.6 (+78) |
| sol        | 24.500 (−41) | 48.999 (−29) | 97.999 (−17) | 196.00 (−5)  | 392.00 (+7)  | 783.99 (+19) | 1568.0 (+31) | 3136.0 (+43) | 6271.9 (+55) | 12543.9 (+67) | 25087.7 (+79) |
| la♭/sol♯   | 25.957 (−40) | 51.913 (−28) | 103.83 (−16) | 207.65 (−4)  | 415.30 (+8)  | 830.61 (+20) | 1661.2 (+32) | 3322.4 (+44) | 6644.9 (+56) | 13289.8 (+68) | 26579.5 (+80) |
| la         | 27.500 (−39) | 55.000 (−27) | 110.00 (−15) | 220.00 (−3)  | 440.00 (+9)  | 880.00 (+21) | 1760.0 (+33) | 3520.0 (+45) | 7040.0 (+57) | 14080.0 (+69) | 28160.0 (+81) |
| si♭/la♯    | 29.135 (−38) | 58.270 (−26) | 116.54 (−14) | 233.08 (−2)  | 466.16 (+10) | 932.33 (+22) | 1864.7 (+34) | 3729.3 (+46) | 7458.6 (+58) | 14917.2 (+70) | 29834.5 (+82) |
| si         | 30.868 (−37) | 61.735 (−25) | 123.47 (−13) | 246.94 (−1)  | 493.88 (+11) | 987.77 (+23) | 1975.5 (+35) | 3951.1 (+47) | 7902.1 (+59) | 15804.3 (+71) | 31608.5 (+83) |

Matemáticamente, dado un número de semitonos {\displaystyle n} sobre el do central (C4), la frecuencia en hercios se encuentra dada por {\displaystyle 440\cdot 2^{\frac {n-9}{12}}} (véase raíz duodécima de dos).